# Бъки Ларсън: Роден да бъде звезда
„Бъки Ларсън: Роден да бъде звезда“ (на английски: Bucky Larson: Born to Be a Star) е американски комедиен филм от 2011 г. на режисьора Том Брейди, продуциран от „Хепи Медисън Продъкшънс“, разпространен от „Кълъмбия Пикчърс“, написан е от Адам Сандлър, Алън Ковърт и Ник Суордсън, и участват Суордсън, Кристина Ричи, Стивън Дориф и Дон Джонсън. Премиерата на филма е на 9 септември 2011 г.